# Tairyū-ji (Anan)

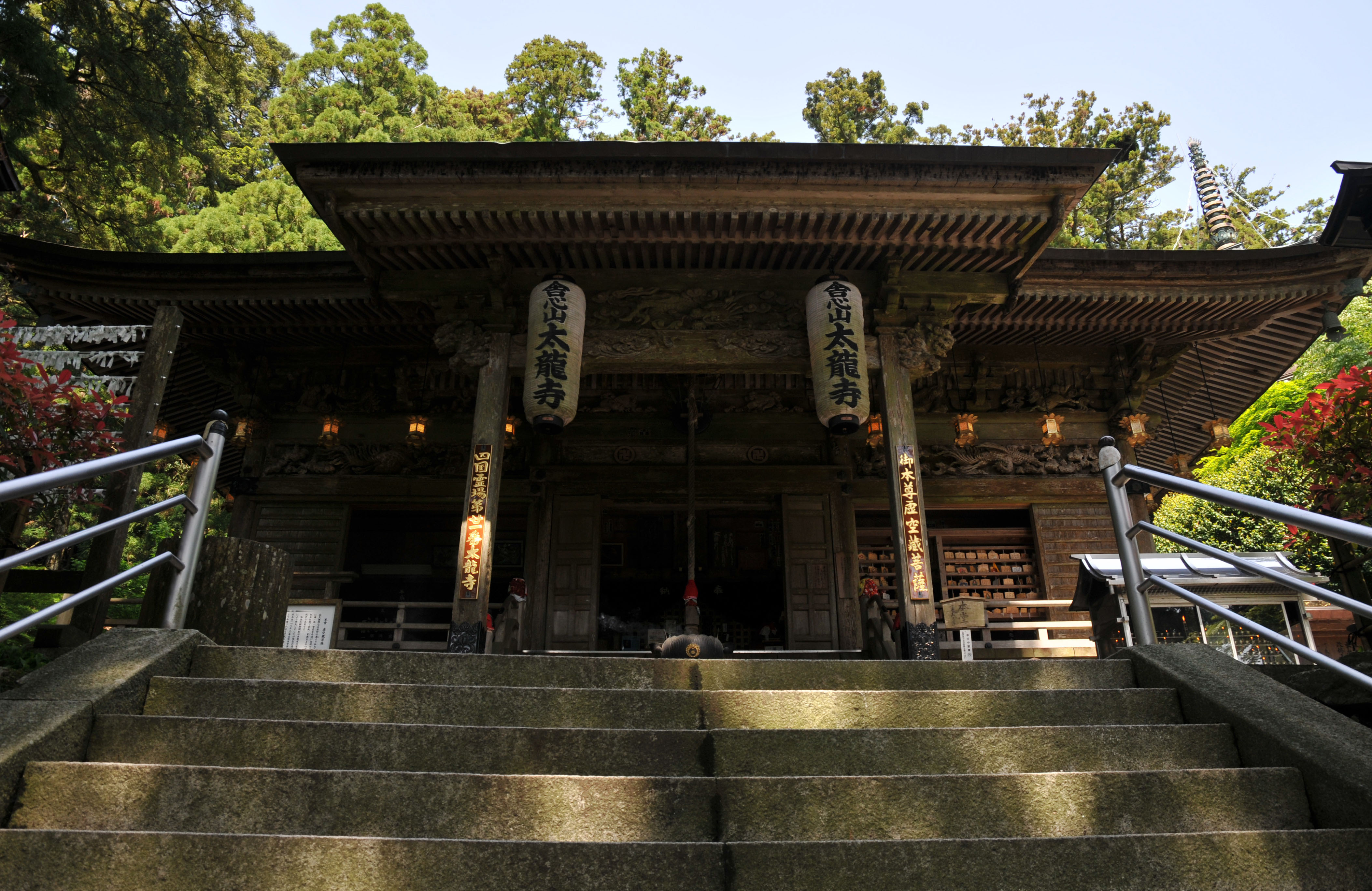
Haupthalle

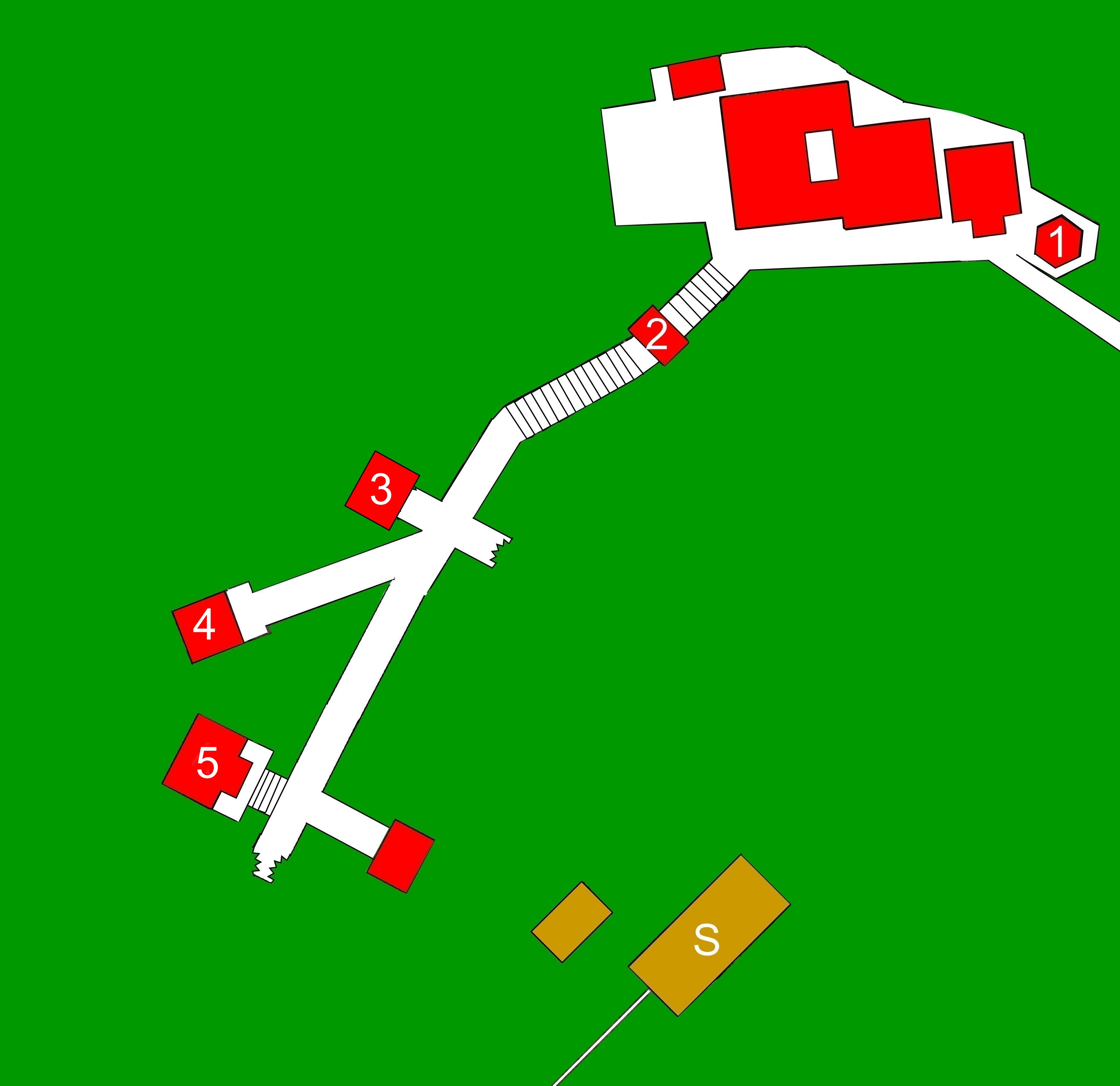
Plan des Tempels (s. Text)

Der Tairyū-ji (japanisch 太龍寺) mit den Go Shashinzan (舎心山) und Jōjūin (常住院) in der Stadt Anan (Präfektur Tokushima) ist ein Tempel, der zur Kōyasan-Richtung des Shingon-Buddhismus gehört. Wegen seiner Lage hoch in den Bergen wird er auch „Kōya des Westens“ (西の高野) genannt. In der traditionellen Zählung ist er der 21. Tempel des Shikoku-Pilgerwegs.

## Geschichte
Priester Kūkai kam im Alter von 19 Jahren im Jahr 793 in diese Gegend und versuchte, auf dem Tairyū-Kliff sitzend mit Hilfe der „Kokūzō Gumonji“-Lehre (虚空蔵求聞持法) Erleuchtung zu erlangen, worauf er die Schrift  „Sankyōshiki“ (三教指帰) vor sich sah. Der Felsen, auf dem er saß, wird als Shashin-Iwa (舎心岩) bezeichnet.
Der Überlieferung nach soll der Tempelbereich im Jahr 798 auf Wunsch des Kaisers Kammu vom Gouverneur von Awa, Fujiwara no Fumiyama (藤原文山; gest. 841), angelegt worden sein. Kūkai soll, angefangen mit dem heiligen Kokūzō, fünf Skulpturen für verschiedene Tempel angefertigt haben. 1385 haben die Bittsteller Myōa (便妙阿), Jōkei (浄慶) und andere „100 m-Steine“ (丁石, Chōseki) entlang des Pilgerpfades gesetzt. Die Steine beginnen am Isshuku-ji (一宿寺) im Shukuidani (宿居谷) und führen bis zum Niō-Tor. Zunächst konnten 11 Steine bestätigt werden, die 1967 als Kulturdenkmäler der Präfektur registriert wurden. Später fand man weitere Steine, so dass man heute 18 kennt.
1993 wurde eine Seilbahn (S auf dem Plan)neröffnet, die bis ganz in die Nähe führt und so den Zugang erleichtert.

## Anlage
Wenn man das Tempeltor, das hier als Niō-Tor (仁王門, Niō-mon) gestaltet ist, also als ein Tor mit den beiden Tempelwächtern rechts und links am Durchgang, passiert man die Gumonji-Halle (求聞持堂), die Abtei (本坊, Hombō), die Goma-Halle (護摩堂) und den sechseckigen Sutrenspeicher (六角経蔵堂, Rokkaku kyōzōdō; im Plan 1). Dann geht man durch das Glockentor (鐘楼門, Shōrō-mon; 2) und steigt die Stufen hinauf zur Halle, die dem Tempelgründer gewidmet ist, die Daishidō (大師堂; 3), passiert die Schatzpagode (多宝塔, Tahōtō; 4) und erreicht dann die Haupthalle (本堂, Hondō; 5). Die ganze Anlage ist von mehreren hundert Jahre alten, mächtigen Sicheltannen und Hinoki umgeben.

## Schätze
In der Daishidō werden, angefangen mit den „Sieben Weisen im Bambusdickicht“ (竹林の七賢人, Chikurin no shichi kenjin) aus der Song-Zeit, verschiedene Schnitzwerke aufbewahrt. Kūkai soll das Glocken-Ensemble „Bonshaku Shintennō gokorei“ aus Goldbronze (金銅梵釈四天王五鈷鈴), das aus der Tang- oder Song-Zeit stammt, gestiftet haben.

## Bilder

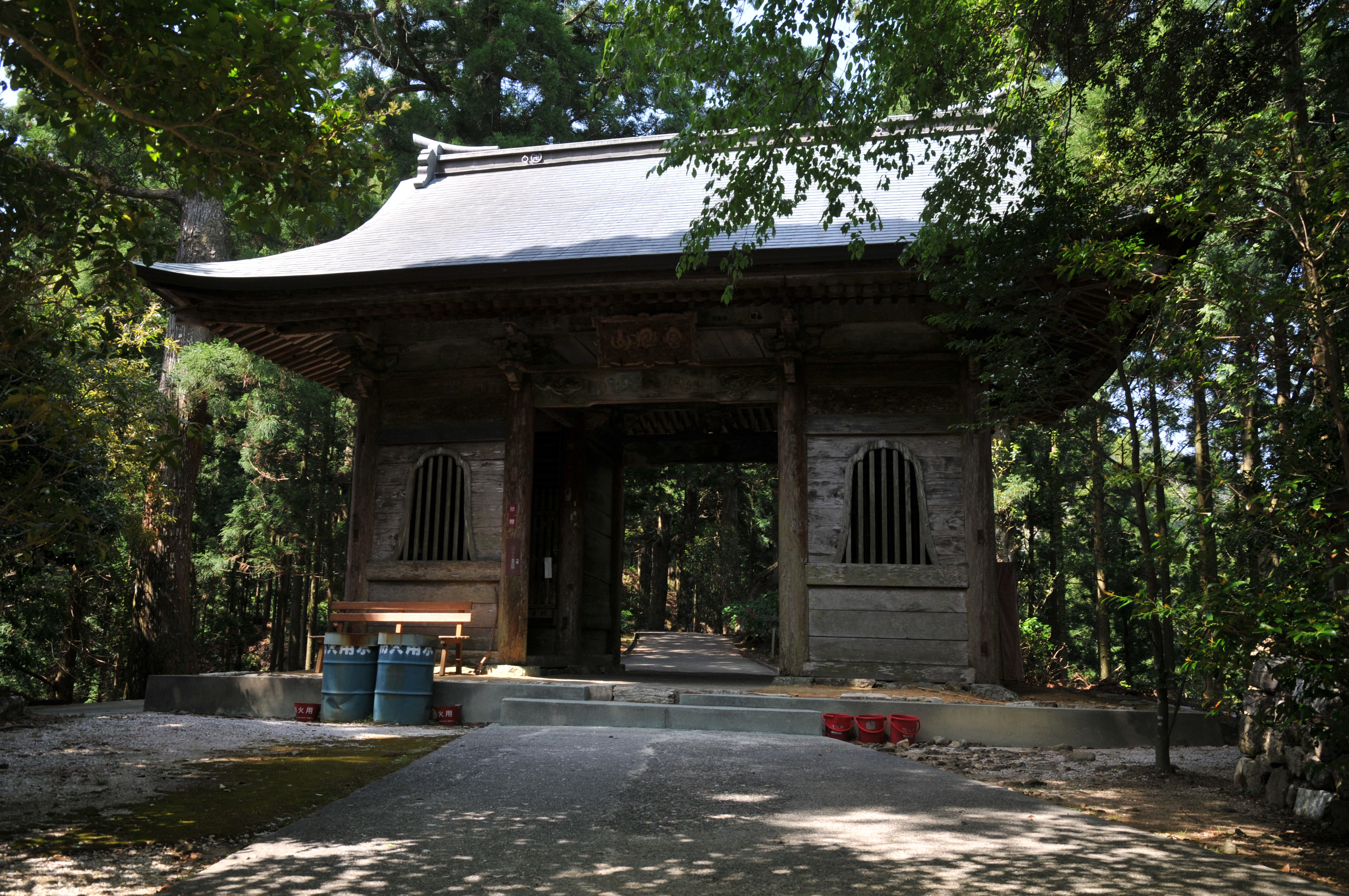
Tempeltor
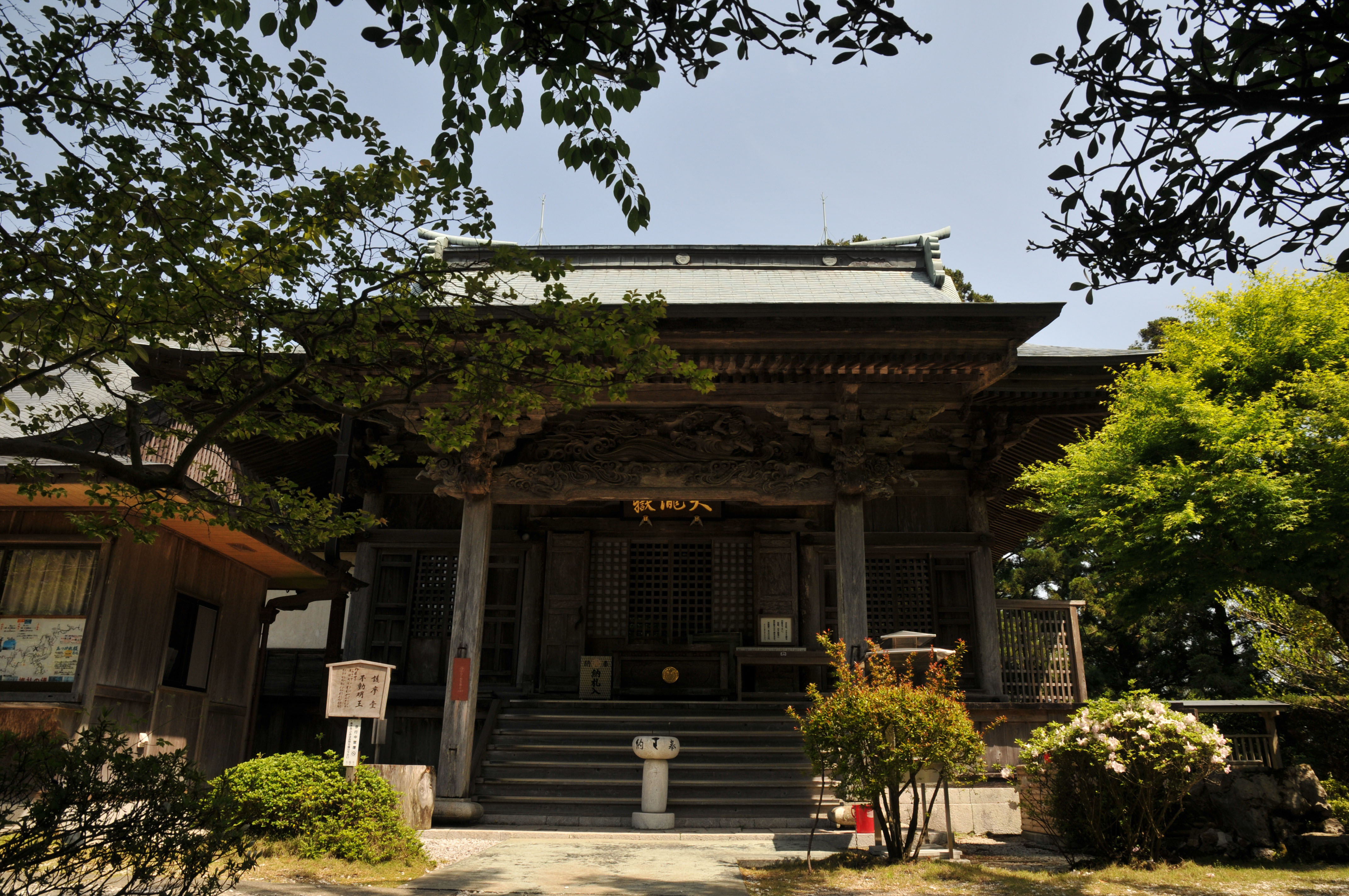
Gomadō
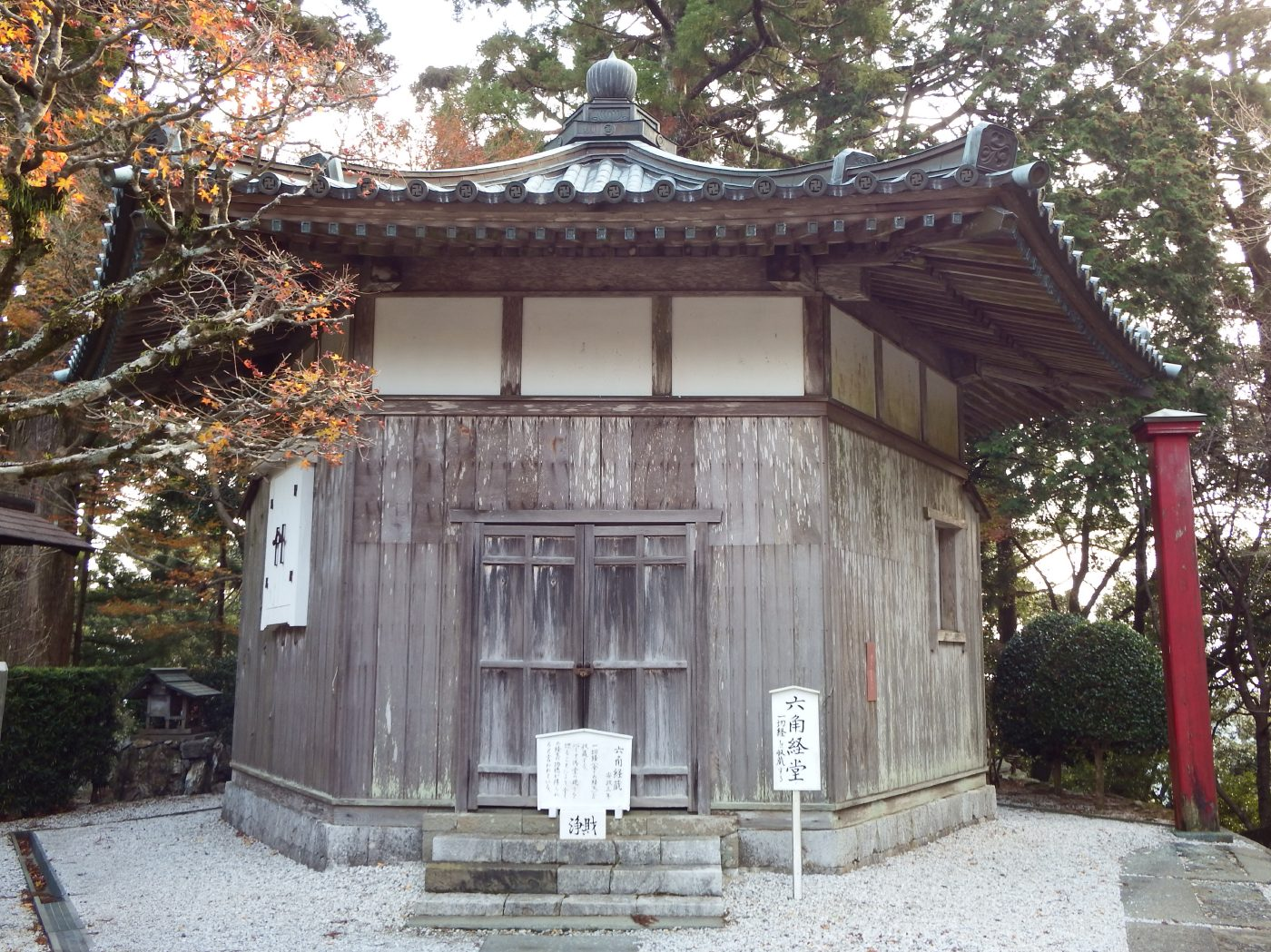
Sutrenspeicher
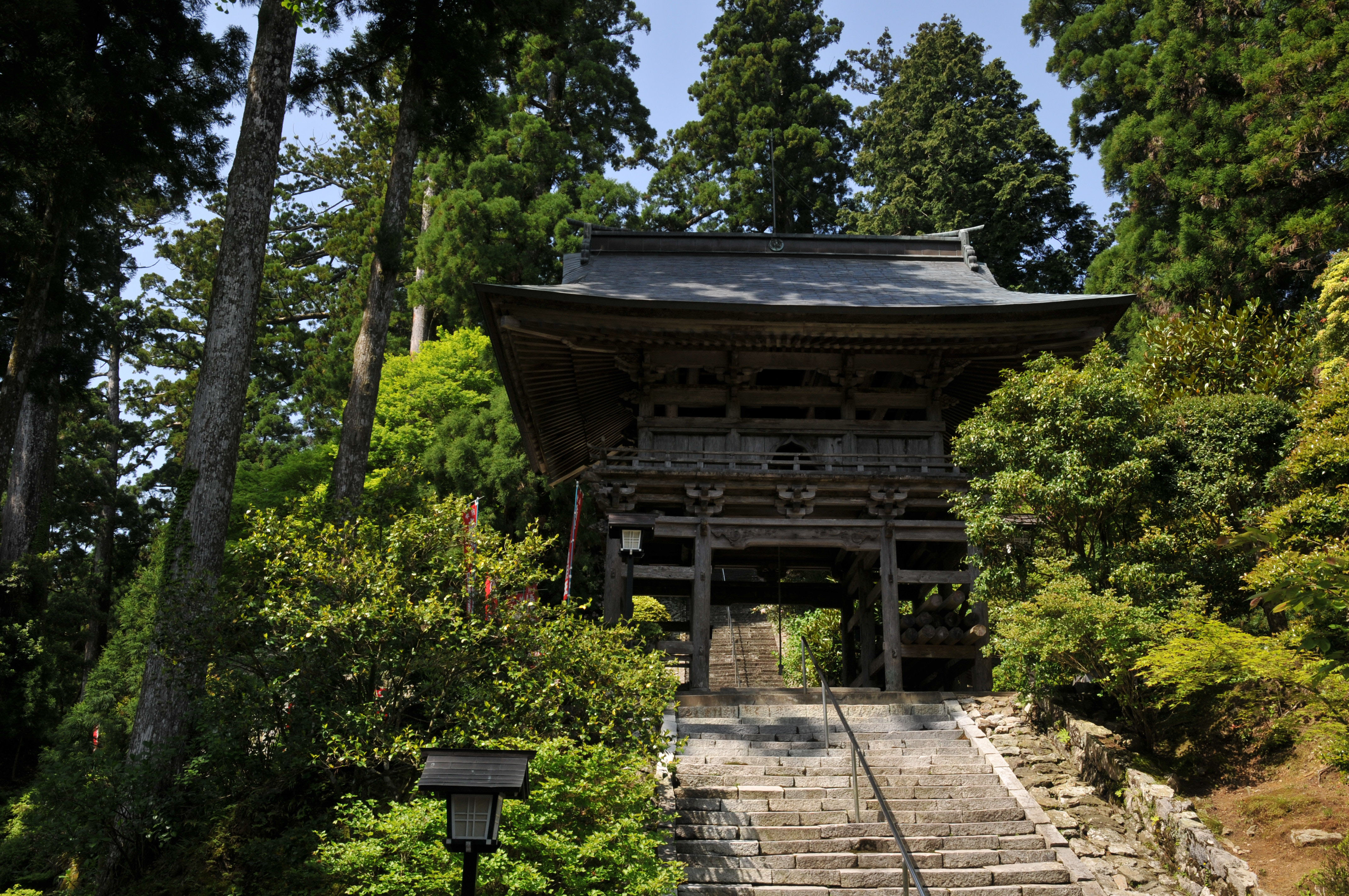
Glockentor
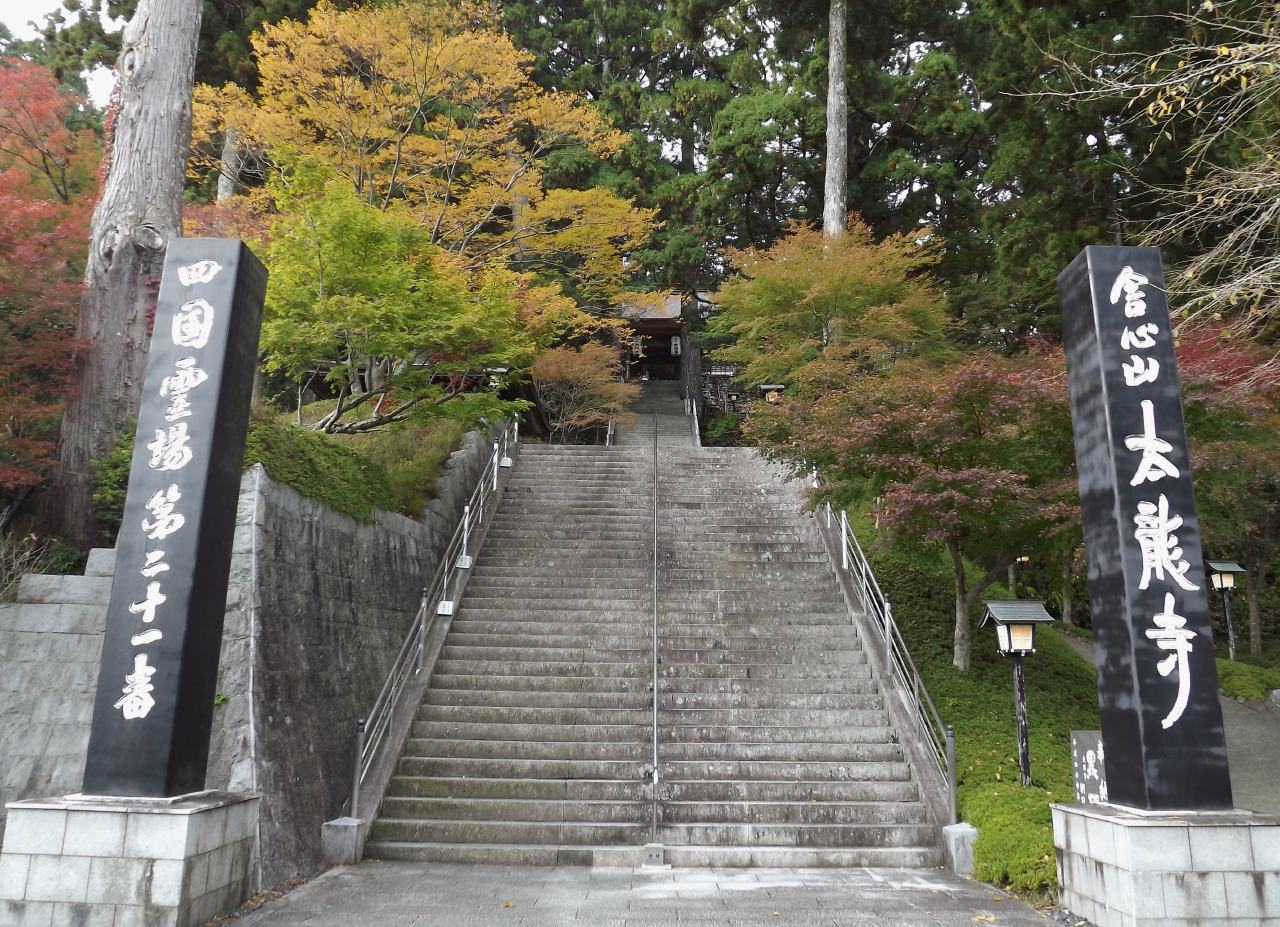
Treppe zur Haupthalle
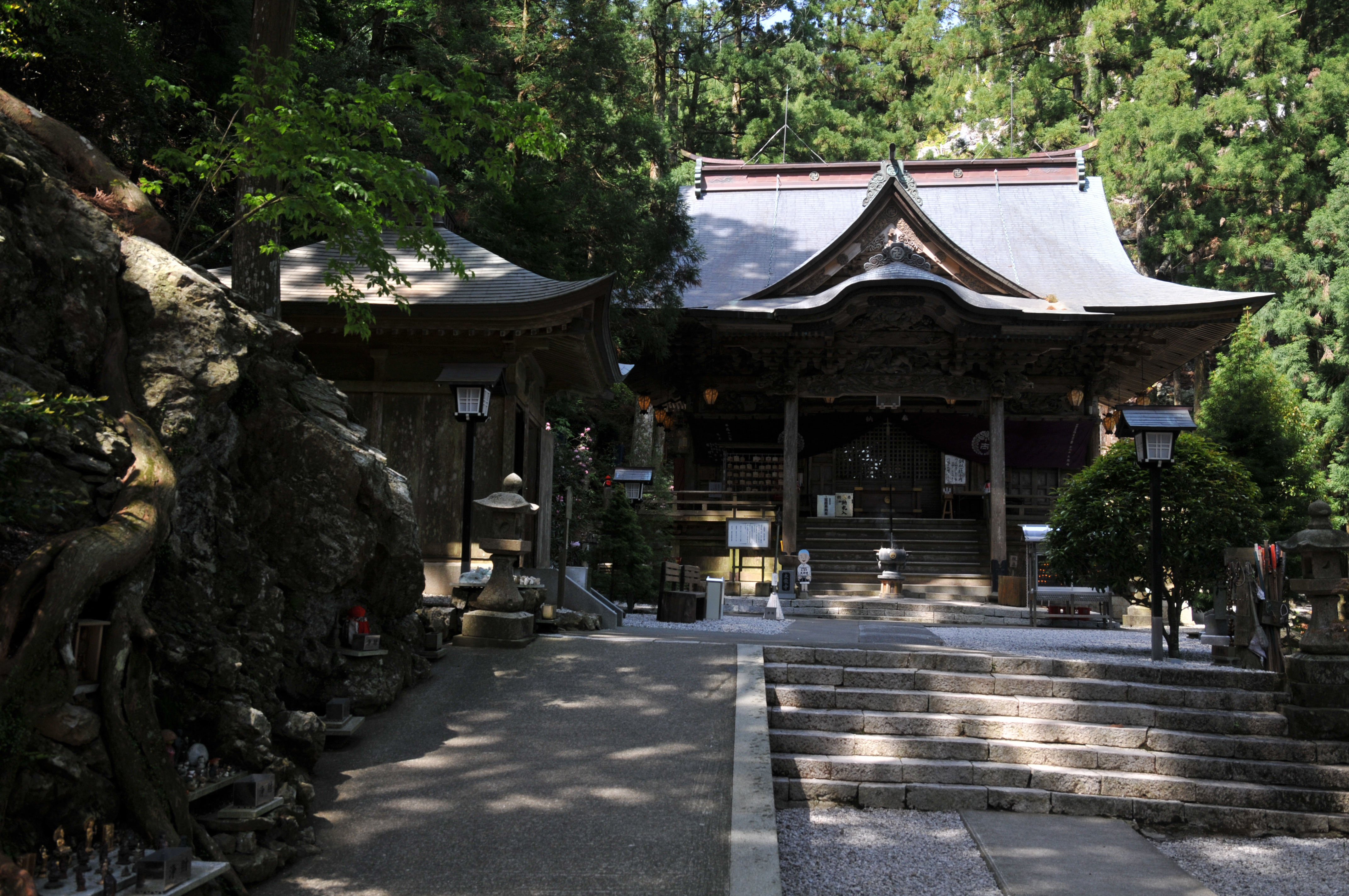
Daishidō
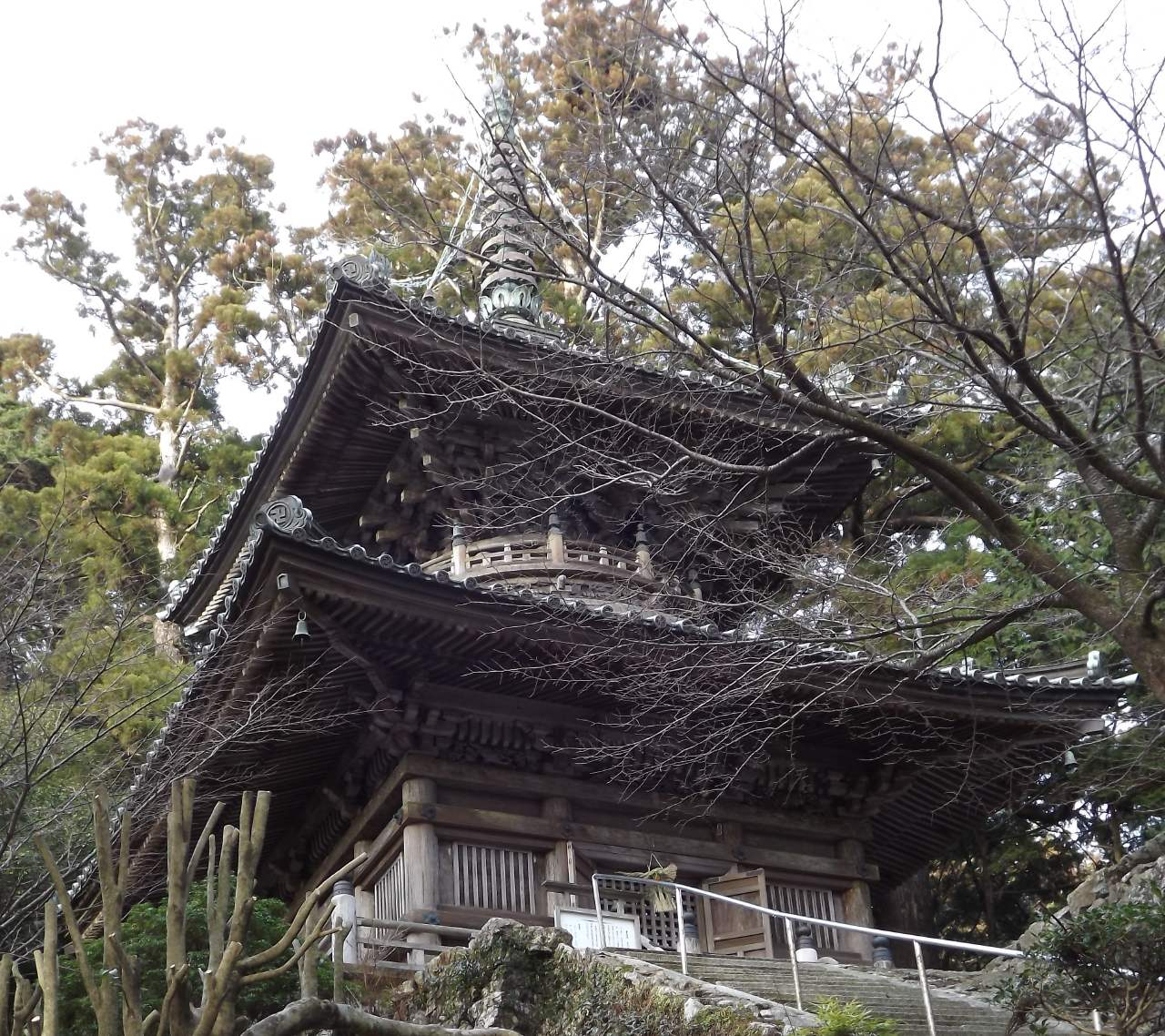
Schatzpagode